# Łęg (řeka)
Łęg je řeka v Polsku, pravostranný přítok řeky Visly. Její délka je 85,51 km a plocha povodí je 960,2 km².
Pramen řeky se nacházejí v jižní části Kolbuszovské náhorní planiny v nadmořské výšce 235 m. Horní tok řeky je nazýván Zyzoga (po vústění potoka Turka). Protéká na sever Tarnobrzeskou rovinou už jako Łęg. Ústí do řeky Visly v km 274 v okolí vesnice Gorzyce v nadmořské výšce 139,8 m.
Významným levostranným přítokem je řeka Przyrwa, která ústí do Łęgu v obci Wilcza Wola. U obce se nachází jezero Maziarna, využívané k rekreačním účelům.

## Přítoky
- pravý: Turka, Sanna
- levý: Przyrwa, Murynia